# 守常 (辽朝)
守常（1010年—1070年），易县新安府人，辽朝僧人，本为曹姓，号忏悔上人。
他幼年习儒，十六岁跟随六聘山铁头陀出家。十九岁受具足戒。讲名数、税金、吼石等论，杂华经、大乘起信论。主持六聘山天开寺三十余年，剃度僧众二十余万人。他研习佛典，兼通文字训诂、注疏、目录学，为净修派高僧。辽道宗咸雍六年（1070年）正月圆寂，时年六十一岁，僧腊四十二。大安六年（1090年）三月，俗家弟子王至温托王鼎为他写志文。